# 福岡女学院大学
福岡女学院大学（ふくおかじょがくいんだいがく、英語: Fukuoka Jo Gakuin University、公用語表記: 福岡女学院大学）は、福岡県福岡市南区に本部を置く私立大学。1964年に前身の福岡女学院短期大学が創立され、1990年に大学設置された。
人文学部　人間関係学部　国際キャリア学部の3学部７学科がある。どの学部であっても、英語に力を入れており、航空業界の就職率が高い。

## 沿革
- 1964年 - 福岡女学院短期大学（英語科・家政科）開校。
- 1984年 - 国文科設置。
- 1990年 - 小郡キャンパスに福岡女学院大学を開設。人文学部を設置。
- 1999年 - 短大を改組転換し、曰佐キャンパスに人間関係学部を設置。
- 2001年 - 人文学部の日本文化学科と英米文化学科を改組、現代文化学科と表現学科を設置。
- 2002年 - 小郡キャンパスを売却。
- 2003年 - 人文学部に英語学科を設置。また、大学院人文科学研究科を設置。
- 2013年 - 人文学部表現学科を改組し言語芸術学科、メディア・コミュニケーション学科を設置。
- 2014年 - 人文学部英語学科を改組し国際キャリア学部国際英語学科、国際キャリア学科を設置。
- 2025年 - 短期大学部の募集停止予定。

## 学部
- 人文学部
  - 現代文化学科
  - 言語芸術学科（2013/4 開設）
  - メディア・コミュニケーション学科（2013/4 開設）
- 人間関係学部
  - 心理学科
  - 子ども発達学科
- 国際キャリア学部（2014/4/ 開設）
  - 国際英語学科
  - 国際キャリア学科

## 大学院
- 人文科学研究科
  - 比較文化専攻
  - 臨床心理学専攻
  - 発達教育学専攻

## 取得資格
免許・資格

### 大学
- 人文学部
  - 現代文化学科：中学校教諭一種免許状「国語」、高等学校教諭一種免許状「国語」、小学校教諭一種免許状[注 1]、日本語教員（本学独自資格）、児童英語教育指導員（本学独自資格）
  - 言語芸術学科：中学校教諭一種免許状「英語」、高等学校教諭一種免許状「英語」、小学校教諭一種免許状[注 1]、日本語教員（本学独自資格）、児童英語教育指導員（本学独自資格）
  - メディア・コミュニケーション学科：日本語教員（本学独自資格）、児童英語教育指導員（本学独自資格）、ITパスポート資格[注 2]、アドビ認定アソシエイト（ACA）[注 2]
- 人間関係学部
  - 心理学科：高等学校教諭一種免許状「公民」、小学校教諭一種免許状[注 1]、公認心理師受験資格、心理相談員受験資格、認定心理士、准学校心理士、ピア・サポーター、社会福祉主事任用資格
  - 子ども発達学科：幼稚園教諭一種免許状、小学校教諭一種免許状、特別支援学校教諭一種免許状「知的障害者」・「肢体不自由者」・「病弱者」、保育士、准学校心理士、社会福祉主事任用資格
- 国際キャリア学部
  - 国際英語学科：中学校教諭一種免許状「英語」、高等学校教諭一種免許状「英語」、小学校教諭一種免許状[注 1]、児童英語教育指導員（本学独自資格）、ビジネス通訳検定[注 2]
  - 国際キャリア学科：韓国語能力試験[注 2]、ビジネス通訳検定[注 2]

### 大学院
- 人文科学研究科
  - 比較文化専攻：日本語教員（本学独自資格）
  - 臨床心理学専攻：公認心理師、臨床心理士
  - 発達教育学専攻：幼稚園教諭専修免許状、小学校教諭専修免許状、学校心理士

## 学内奨学金
給付型
- 入学前予約型修学支援奨学金
- 修学支援奨学金（学部・大学院、短大）
- 家計急変支援奨学金（学部・大学院、短大）
- 一般入試（前期日程）指定校推薦入試大学入試センター試験利用入試I期特待生（学部・短大）
- 福岡女学院ファミリー奨学金（学部・短大）

免除型（人文学部・人間関係学部、短大含む）
- 一般入学試験特待生
- 大学入試センター試験利用入学試験特待生
- 推薦入学試験合格者対象特待生
- 交換留学（派遣留学）期間中の校納金免除
- 認定留学（選抜認定）期間中の授業料半額免除

貸与型
- 福岡女学院奨学金
- 福岡女学院後援会奨学金

## 対外関係
他の大学との協定
国際・学術交流等協定校
- ランドルフ・カレッジ（アメリカ・バージニア州）
- セントラル・ワシントン大学（アメリカ・ワシントン州）
- セントメリーズ大学（カナダ・ノバスコシア州）
- 延世大学（韓国・ソウル特別市）
- 仁濟大学校（韓国・慶尚南道・金海市）
- 大邱大学校（韓国・慶尚北道・慶山市）
- 大連外国語学院（中国・遼寧省・大連市）
- サザンクロス大学（オーストラリア・リズモア）
- ロンドン・メトロポリタン大学（イギリス・ロンドン）
- 英国国際研究所（イギリス・ロンドン）

## 大学関係者
- 学長: 阿久戸光晴
- 客員教授: 広瀬香美

## 著名な卒業生
- 樺島彩 - フリーアナウンサー
- 森田みき - フリーアナウンサー
- 杉岡晃帆 - モデル、ローカルタレント
- 浦郷絵梨佳 - 女優・モデル・タレント

## 最寄駅
- 西鉄天神大牟田線井尻駅
- JR鹿児島本線南福岡駅
- JR鹿児島本線笹原駅